# Nora Helene Evans
Nora Helene Evans (* 11. September 2008) ist eine norwegische Nordische Kombiniererin.

## Werdegang
Evans, die für Fossum Idrettsforening startet, trat in der Saison 2022/23 bei allen vier Rennen des FIS-Youth-Cups an und wurde Neunte der Gesamtwertung. Im Dezember 2023 debütierte sie in Lillehammer im Continental Cup und lief dabei auf die Ränge 16 und 13. Bei den Olympischen Jugend-Winterspielen 2024 in Gangwon belegte sie den 13. Platz im Einzel und wurde Fünfte im Mixed-Team. Im Februar nahm sie an den Nordischen Junioren-Skiweltmeisterschaften in Planica teil. Gemeinsam mit Even Leinan Lund, Ingrid Låte und Jørgen Berget Storsveen gewann sie im Mixed-Team die Bronzemedaille. Im Einzel lief sie auf Rang 23, im Teamsprint wurde sie im Duo mit Ingrid Låte Achte. Am 7. März 2024 debütierte Evans als Teil der nationalen Gruppe in Oslo im Weltcup. Sie beendete das Rennen mit mehr als sechs Minuten Rückstand auf die Siegerin auf dem 28. Platz. Zum Saisonabschluss erreichte sie sowohl im Massenstart als auch im Gundersen Einzel den dritten Platz bei den norwegischen Meisterschaften in Lillehammer. Zum Auftakt in den Winter 2023/24 lief sie an beiden Wettkampftagen in die Weltcup-Punkteränge. Bei den Nordischen Junioren-Skiweltmeisterschaften 2025 in Lake Placid wurde sie gemeinsam mit Ingrid Låte Fünfte im Teamsprint. Im Einzel belegte sie den 18. Platz, im Mixed-Team wurde sie Vierte.

## Statistik

### Weltcup-Platzierungen
| Saison  | Platz | Punkte |
| ------- | ----- | ------ |
| 2023/24 | 40.   | 13     |

### Continental-Cup-Platzierungen
| Saison  | Platz | Punkte |
| ------- | ----- | ------ |
| 2023/24 | 38.   | 66     |